# Saint-Laurent-du-Mont
Saint-Laurent-du-Mont era una comuna francesa que estaba situada en el departamento de Calvados, de la región de Normandía que el 1 de enero de 2019 pasó a formar parte de la comuna nueva de Cambremer.

## Geografía
Está ubicada a 18 km al oeste de Lisieux.

## Demografía
| Gráfica de evolución demográfica de Saint-Laurent-du-Mont entre 1800 y 2016 |
|                                                                             |

Los datos demográficos contemplados en este gráfico de la comuna de Saint-Laurent-du-Mont se han cogido de 1800 a 1999 de la página francesa EHESS/Cassini, y los demás datos de la página del INSEE.